# Апостолос Янну
Апостолос Янну (англ. Apostolos Giannou, грец. Απόστολος Γιάννου, нар. 25 січня 1990, Науса) — австралійський та грецький футболіст, нападник клубу АЕК (Ларнака) та національної збірної Австралії.

## Клубна кар'єра
Янну народився в грецькому місті Науса, але з дитинства жив у австралійському Мельбурні, де отримав латинізоване ім'я Пол і грав за юніорські команди «Оуклі Кеннонс» (2003—2004) та «Саут Мельбурн» (2004—2005). У 2005—2006 роках був учасником програми Інституту спорту Вікторії. Після двотижневої поїздки в академію ПСВ Янну повернувся в Мельбурн і підписав піврічний контракт з «Оуклі Кеннонс», за який зіграв 7 ігор у Прем'єр-лізі Вікторії, одного з кількох других дивізіонів Австралії.
Влітку того ж 2007 року повернувся на батьківщину у Грецію, де став виступати за «Аполлон» (Каламарія). У першому сезоні Апостолос не був основним гравцем, зігравши лише 8 ігор у Суперлізі, а клуб зайняв 16 місце і понизився у класі, після чого Янну став частіше залучатись до ігор і наступного сезону провів 22 матчі у чемпіонаті, але по завершенні сезону 2008/09 клуб через фінансові проблеми був відправлений у четвертий дивізіон. Після цього Янну перейшов у «Кавалу», де провів два наступні сезони як резервний гравець, зігравши лише 15 матчів у Суперлізі, але і ця команді 2011 року була відправлена до четвертого за рівнем дивізіону, а Янну став вільним агентом.
30 вересня 2011 року підписав трирічний контракт з ПАОКом, але і в клубі із Салонік теж не став основним і у січні 2013 року він був відданий в оренду в «Платаніас», а влітку того ж року він залишив ПАОК в статусі вільного агента і став гравцем «Паніоніоса».
9 червня 2015 року підписав трирічний контракт з «Астерасом». В новій команді став головним бомбардиром команди, забивши 13 голів у 21 матчі Суперліги і привернув увагу ряду клубів, один з яких, китайський «Гуанчжоу Фулі», 24 лютого 2016 року придбав гравця за 2,5 млн євро із, підписавши з ним трирічний контракт із зарплатою в 1,6 млн євро на рік. Янну став лише другим грецьким футболістом після Авраама Пападопулоса, який дебютував у китайській Суперлізі, втім зберегти колишню результативність Апостолосу не вдалось — лише 7 голів у чемпіонаті за півтора року.
25 січня 2018 року Янну став гравцем кіпрського клубу АЕК (Ларнака) і в тому ж році виграв з командою Кубок Кіпру. Станом на 30 жовтня 2018 року відіграв за клуб з Ларнаки 9 матчів в національному чемпіонаті.

## Виступи за збірні
2006 року дебютував у складі юнацької збірної Австралії до 17 років і взяв участь у 8 іграх на юнацькому рівні, відзначившись 2 забитими голами.
Після того як Янну повернувся до Греції, він вирішив виступати за збірну своєї батьківщини і зі збірною Греції до 19 років під керівництвом Алексіса Алексіу кваліфікувався на юнацький чемпіонат Європи 2008 року у Чехії, на якому зіграв у матчах проти Італії (1:1) та Англії (0:3), але команда зайняла останнє місце у групі і не вийшла в плей-оф.
Протягом 2010—2012 років залучався до складу молодіжної збірної Греції. На молодіжному рівні зіграв у 13 офіційних матчах, забив 2 голи.
У 2015 році Янну встав перед вибором — грати за збірну Греції або збірну Австралії, яку тренував Анге Постекоглу, який, як і Янну народився в Греції і в дитинстві переїхав а Австралію, а також тренував футболіста у юнацькій збірній Австралії. 17 листопада Апостолос вийшов на заміну в товариському матчі збірної Греції проти Туреччини (0:0), але вже 25 лютого 2016, відразу після переходу у «Гуанчжоу Фулі», заявив про бажання виступати за збірну Австралії, в складі якої дебютував 24 березня в матчі з Таджикистаном (7:0).

## Титули і досягнення
- Володар Кубка Кіпру (1):

АЕК (Ларнака): 2017–18